# Wilma Rudolph
Wilma Glodean Rudolph (ur. 23 czerwca 1940 w Clarksville, zm. 12 listopada 1994 w Brentwood) – amerykańska lekkoatletka, sprinterka, trzykrotna mistrzyni olimpijska.
Urodziła się przedwcześnie i w bardzo wczesnym dzieciństwie zachorowała na polio. Pomimo wyzdrowienia jej lewa noga uległa paraliżowi, przez co zmuszona była do noszenia specjalnych metalowych klamr. Jej rodzina (składająca się także z 21 rodzeństwa) jeździła z nią regularnie z Clarksville do Nashville w poszukiwaniu działań mających na celu przywrócenie sprawności jej chorej kończynie. Przed ukończeniem 12. roku życia Wilma przeszła także szkarlatynę, ospę wietrzną, krztusiec i odrę.
W 1952 roku, w wieku dwunastu lat, Wilma odzyskała sprawność. Jedna z jej starszych sióstr należała do drużyny koszykarskiej i Wilma postanowiła pójść w jej ślady. Jako licealistka i członkini zespołu koszykarskiego została dostrzeżona przez trenera lekkoatletyki Edwarda S. Temple. Rudolph miała wcześniej doświadczenie w tej dziedzinie sportu, gdyż należała do szkolnej drużyny lekkoatletycznej – głównie po to, żeby mieć zajęcie między sezonami koszykarskimi.
Podczas Letnich Igrzysk Olimpijskich w Melbourne w 1956 zdobyła brązowy medal w sztafecie 4 × 100 m. Podczas kolejnych igrzysk w Rzymie w 1960 zdobyła trzy złote medale: w biegu na 100 m i 200 m oraz w sztafecie 4 × 100 m. 
Wycofała się z biegania w roku 1962 w wieku 22 lat. W roku 1963 poślubiła swoją licealną miłość, Roberta Eldridge. Mieli czworo dzieci: Yolandę (ur. 1958), Djuannę (ur. 1964), Roberta Juniora (ur. 1965) i Xurry (ur. 1971). Wilma i Robert później rozwiedli się.
W lipcu 1994 roku, wkrótce po śmierci jej matki, u Wilmy zdiagnozowano nowotwór mózgu i gardła. Zmarła 12 listopada w wieku 54 lat w swoim domu w Nashville. W chwili śmierci miała czworo dzieci, ośmioro wnuków i wielu siostrzeńców oraz bratanków. W dniu jej pogrzebu, 17 listopada, flagi państwowe były w całym Tennessee opuszczone do połowy masztu.
W 1994 roku odcinek autostrady 79 w Clarksville został nazwany jej imieniem, a w 1997 roku gubernator Don Sundquist ogłosił, że 23 czerwca będzie obchodzony jako Dzień Wilmy Rudolph (Wilma Rudolph Day) w Tennessee.